# Mine de Buckhorn
La mine de Buckhorn est une mine à ciel ouvert d'or située dans l'état de Washington aux États-Unis. La mine appartient à 100 % à Kinross Gold.